# Lower Broadheath
Lower Broadheath är en civil parish i Malvern Hills i Storbritannien.   Den ligger i grevskapet Worcestershire och riksdelen England, i den södra delen av landet, 170 km nordväst om huvudstaden London. Antalet invånare är 1 731.